# Gochnatia picardiae
Gochnatia picardiae là một loài thực vật có hoa trong họ Cúc. Loài này được J.Jiménez Alm. mô tả khoa học đầu tiên.